# ETB 1
ETB 1 est la première chaîne du groupe de télévision Euskal Telebista, émettant depuis la communauté autonome du Pays basque, en Espagne. Créée en 1982, elle diffuse uniquement en basque.
Média généraliste, la première chaîne intègre à sa grille de programmes émissions de proximité, séries, dessins animés, programmes culturels, sportifs ou politiques, ainsi que plusieurs bulletins d'information (Gaur Egun).
Elle est diffusée sur le réseau hertzien numérique dans la totalité de la communauté autonome d'Euskadi ainsi qu'au Pays basque français grâce à la signature d'une convento entre le groupe de radio-télévision basque EITB et l'office public de la langue basque. ETB 1 est également visible sur les réseaux câblés d'Euskaltel et de Numericable.
Une partie des programmes de la chaîne servent à alimenter la grille de programmes de la chaîne ETB Basque (à destination de la diaspora, diffusée par internet).

## Description
La création d'une chaîne de télévision spécifique à la communauté autonome d'Euskadi est une conséquence directe de la promulgation du statut d'autonomie du Pays basque (dit statut de Guernica) en 1979. Les premières émissions d'Euskal Telebista débutent au soir du 31 décembre 1982. L'ouverture d'antenne est marquée par l'apparition symbolique d'un lauburu (ou croix basque) durant quelques secondes, avant que ne débutent les émissions, encore diffusées de façon expérimentale. La diffusion des émissions régulières intervient à partir du 16 février 1983.

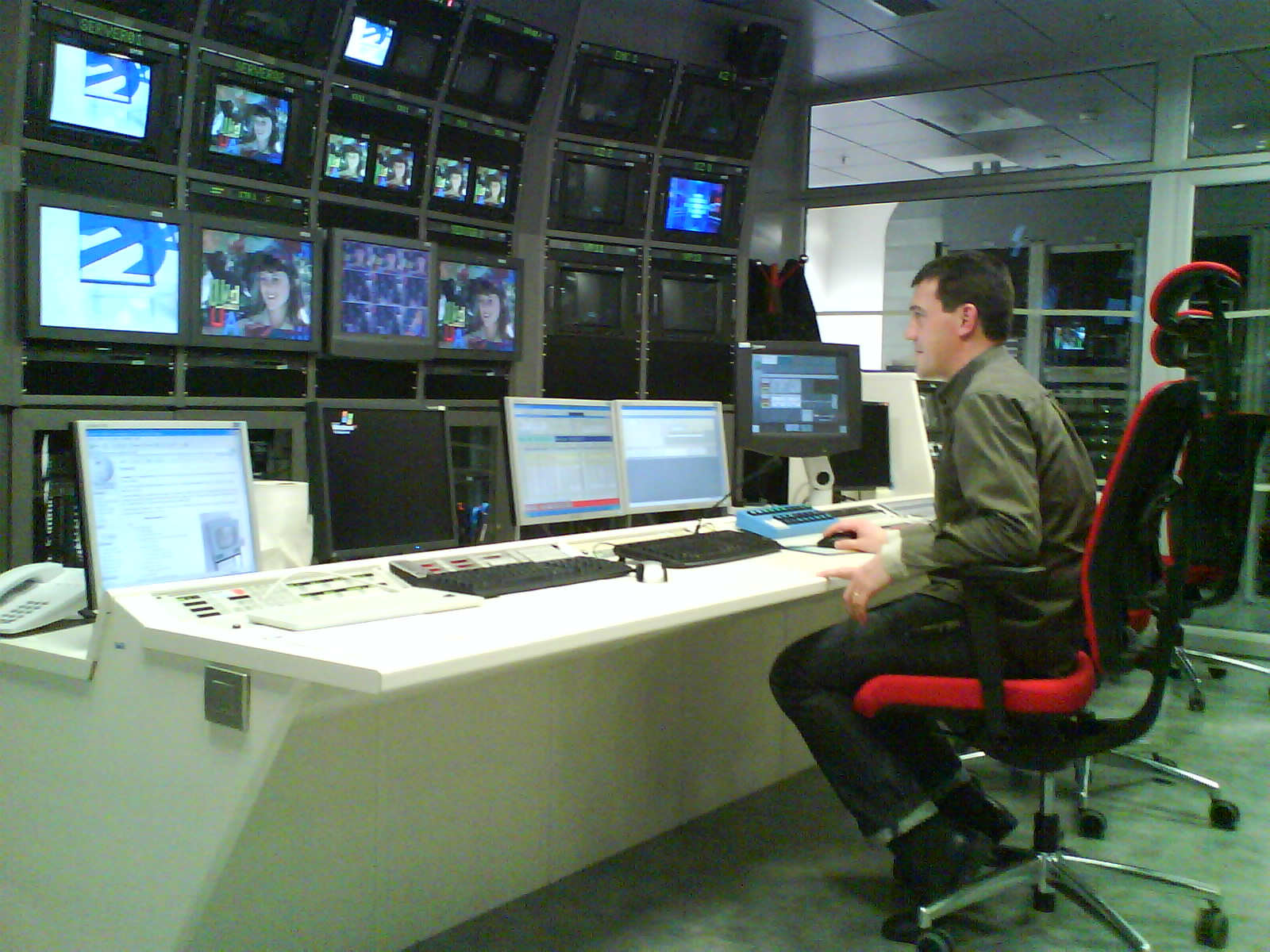
Régie de ETB 1

Pionnière des chaînes de télévision régionales espagnoles (devant la télévision catalane, qui commence à émettre en 1983), la création de la télévision basque vient remettre en cause le monopole des ondes jusque-là détenu par la toute-puissante télévision publique TVE. Le mouvement est suivi par de nombreuses communautés autonomes, qui se dotent progressivement de groupes de radio et/ou de télévision dépendant directement des gouvernements régionaux et non plus seulement du pouvoir central.
Unique chaîne de télévision de la communauté autonome jusqu'en 1986 (création d'une seconde chaîne, baptisée ETB 2), elle émet à l'origine en basque et en espagnol. Le développement du groupe audiovisuel conduit dès lors à recentrer la chaîne, qui devient uniquement bascophone, tandis que ETB 2 est pensée comme une chaîne hispanophone.
Principale chaîne de télévision du groupe audiovisuel EITB, ETB 1 a pour mission d'informer, de divertir mais aussi de promouvoir la langue et la culture basque. Sa grille des programmes est constituée de dessins animés et d'émissions pour la jeunesse (programme Betizu), de magazines et d'émissions d'information (Mundua Gaur) dont des journaux télévisés (Gaur Egun), de séries, de films mais aussi de retransmissions sportives (pelote basque, football, basketball, cyclisme, force basque notamment). La chaîne diffuse par ailleurs des documentaires, des programmes à vocation culturelle (Hitzetik hortzera, un programme de bertsu), des émissions culinaires et des jeux télévisés.

### Sources
- (es) Cet article est partiellement ou en totalité issu de l’article de Wikipédia en espagnol intitulé « ETB 1 » (voir la liste des auteurs).